# Doug Van Wie
Doug Van Wie (* 31. Mai 1984 in Charlotte, North Carolina) ist ein US-amerikanischer Schwimmer.

## Werdegang
2008 war Van Wie Teil der erfolgreichen 4 × 100-m-Freistilstaffel, die bei den Kurzbahnweltmeisterschaften 2008 mit neuem Weltrekord Weltmeister wurde.
Obwohl er bei den Olympiatrials 2008 zahlreiche persönliche Bestzeiten schwamm, konnte er sich für kein Finale qualifizieren und damit auch nicht für die Olympischen Sommerspiele in Peking.

## Rekorde
| Weltrekorde (1)                                                  | Weltrekorde (1) | Weltrekorde (1) | Weltrekorde (1) |
| ---------------------------------------------------------------- | --------------- | --------------- | --------------- |
| 4 × 100 m Freistil (Kurzbahn) (mit Lundquist, Adrian und Lochte) | 03:08,44 min    | 9. April 2008   | Manchester      |
| (Stand: 14. Juli 2008)                                           |                 |                 |                 |